# 77 Pułk Piechoty (Imperium Rosyjskie)
77 Tengiński pułk piechoty (ros. 77-й пехотный Тенгинский Его Императорского Высочества Великого князя Алексея Александровича полк) – oddział piechoty okresu Imperium Rosyjskiego.

## Charakterystyka
Sformowany w 1700. Stacjonował między innymi w Achalciche.

 W przededniu I wojny światowej pułk etatowo posiadał cztery bataliony po cztery kompanie oraz kompanię tyłową. Kompania piechoty czasu wojny liczyła około 240 żołnierzy i 4–5 oficerów. Na szczeblu pułku występował także pododdział karabinów maszynowych (8 km), łączności (w tym 14 konnych gońców i 21 telefonistów) i zwiadowczy (64 zwiadowców, w tym 4 kolarzy). W sumie pułk liczył około 4000 żołnierzy.
Rozformowany w 1918.

## Podporządkowanie
Lipiec 1914:
- 1 Kaukaski Korpus Armijny – Tbilisi[7]
  - 20 Dywizja Piechoty – Achalciche
    - 1 Brygada Piechoty – Achalciche
      - 77 Tengiński pułk piechoty – Achalciche